# Herrefolket
Herrefolket (Herrenpartie) är en tysk-jugoslavisk dramafilm från 1964 i regi av Wolfgang Staudte med manus av Werner Jörg Lüddecke.

## Handling
En tysk manskör på åtta personer befinner sig på semester i Jugoslavien. De anländer till en mindre ort där de konfronteras med illdåd begångna av tyskar under andra världskriget och sitt eget förflutna under eran. Körmedlemmarna försöker lätta upp den spända stämningen med sång, men ortens kvinnor reagerar snart fientligt.

## Rollista
- Götz George – Herbert Hackländer
- Hans Nielsen – Friedrich Hackländer
- Friedrich Maurer – Karl Asmuth
- Rudolf Platte – Werner Drexel
- Reinhold Bernt – Willi Wirth
- Gerhard Hartig – Kurt Siebert
- Herbert Tiede – Ernst Sobotka
- Gerlach Fiedler – Otmar Wengel
- Mira Stupica – Miroslava
- Olivera Markovic – Lia
- Milena Dravic – Seja
- Pavle Vuisic – Nikola